# Bloembergen
Bloembergen is de naam van een uit Friesland afkomstig geslacht dat bestuurders, bankiers, hoogleraren en een Nobelprijswinnaar voortbracht.

## Geschiedenis
De bewezen stamreeks begint met Roens Reitses die in 1599 voor het eerste voorkomt wanneer hij een stuk land koopt te Katlijk. Een nazaat, Reitse Bloembergen (1750-1827), wordt de eerste bestuurder van het geslacht. Diens zoon Auke (1774-1837) wordt de oprichter van een bankiersfirma. Tot in de 20e eeuw waren leden van de familie bankiers.
Nazaten werden tevens bestuurders op lokaal, provinciaal en nationaal niveau.
De familie parenteerde zich aan hoogleraren en bracht er zelf voort van wie er een Nobelprijswinnaar werd.
Het geslacht werd in 1993 opgenomen in het Nederland's Patriciaat.

## Enkele telgen
Reitse Bloembergen (1750-1827), lid municipaliteit en lid stedelijk bestuur van Leeuwarden
- Auke Bloembergen (1774-1837), oprichter van A. Bloembergen en Zonen, kassiers
  - Reitze Bloembergen (1803-1870), lid firma A. Bloembergen en Zonen, lid en voorzitter Kamer van Koophandel te Leeuwarden
  - Evert Bloembergen (1805-1881), raadslid en wethouder van Leeuwarden
    - Mr. Auke Bloembergen (1838-1901), jurist, lid firma A. Bloembergen & Zonen, lid Provinciale en Gedeputeerde Staten van Friesland, lid Eerste Kamer der Staten-Generaal
      - Anna Catharina Alida Bloembergen (1868-1951); trouwde in 1889 met Jurriaan Jurriaan Kok (1861-1919), architect, directeur Plateelbakkerij Rozenburg te 's-Gravenhage, lid gemeenteraad en wethouder van ‘s-Gravenhage
      - Evert Bloembergen (1865-1925), procuratiehouder firma A. Bloembergen, commissaris A. Bloembergen & Zonen’s Bank, directeur chemische fabrieken; trouwde in 1891 met Antonia Jakoba Burger (1867-1933), dochter van prof. dr. Combertus Pieter Burger (1825-1908) en zus van bibliothecaris dr. Combertus Pieter Burger (1858-1936)
        - Ir. Auke Bloembergen (1892-1955), directeur Albatros superfosfaatfabrieken
          - Mr. Evert Bloembergen (1918-2007), directeur Verenigde Bedrijven Bredero, voorzitter raad van bestuur Verenigde Nederlandse Uitgeversbedrijven te Haarlem; trouwde in 1965 met Johanna Machteld Koningsberger (1932-2000), dochter van prof. dr. Victor Jacob Koningsberger (1895-1966)
          - Prof. dr. Nicolaas Bloembergen (1920-2017), hoogleraar toegepaste fysica Harvard University, president American Physical Society, Nobelprijswinnaar natuurkunde 1981
          - Mr. Auke Reitze Bloembergen (1927-2016), hoogleraar burgerlijk recht Rijksuniversiteit Leiden, lid Hoge Raad der Nederlanden, staatsraad i.b.d.

      - Anna Cornelia Bloembergen (1871-1957); trouwde in 1894 met mr. Jan Daniel van der Plaats (1891-1949), directeur A. Bloembergen’s Bank te Leeuwarden

    - Reitze Bloembergen Ezn. (1844-1881), lid firma A. Bloembergen en Zonen, lid Provinciale Staten van Friesland, lid Eerste Kamer der Staten-Generaal
      - Egbertus Petrus Bloembergen (1879-1956), directeur en commissaris A. Bloembergen & Zonen’s Bank
      - Jeanne Adrienne Bloembergen (1888-1979); trouwde in 1912 met mr. dr. Gualtherus Kolff (1879-1959), kantonrechter, lid Provinciale Staten van Gelderland, lid Eerste Kamer der Staten-Generaal, lid gemeenteraad van Geldermalsen, dijkgraaf Linge Uitwatering, later genoemd Lingegraaf Waterschap de Beneden-Linge

  - Albertus Bloembergen (1808-1888), lid firma A. Bloembergen en Zonen

Geslachten die opgenomen zijn in het sinds 1910 verschijnende genealogische naslagwerk Nederland's Patriciaat. Lijst volgens opgave van het CBG Centrum voor familiegeschiedenis.
A · B · C · D · E · F · G · H · I · J · K · L · M · N · O · P · Q · R · S · T · U · V · W · Y · Z